# 邦咯岛
邦咯島位於馬來西亞霹靂州西南部海岸，是马来西亚公認最美麗的島嶼之一。面积大约18平方公里，有大约25000位居民。当地人民靠渔业、海洋产品和旅游业为生。也是马来西亚在2020年成为第四个免税岛屿之一。

## 歷史
歷史上，邦咯島是當地漁民、商人及海盜的避難好地方。在17世紀時，為控制霹靂州的錫貿易，荷蘭人開始在邦咯島修築堡壘，以加強對當地的控制，此堡壘為現今旅遊景點之一。1874年，英國政府與霹靂州蘇丹在當地簽訂《邦咯條約》，正式開始了英國在馬來半島的殖民統治。邦咯島居民人口约九千人，以华裔居多，多为潮州人及福建人，主要以渔业为生，其次是商人。

### 1995年弃毒事件
1995年3月17日，邦咯岛吉灵丸垃圾场发现41桶含有毒性的工业废料氰化钾。这些氰化钾流入附近海域，导致三个养鱼场的几千只鱼被毒死，造成业主巨大损失。当局将氰化钾铁桶转移至安全地点处理，防止进一步污染。警方迅速逮捕两名嫌犯，并查明废料来自槟城一家工厂。1996年8月13日，两名被告李添安及朱运牛在1952年毒药法令及1974年环境控制法令下，被控上红土坎推事庭，最终被判罚款及监禁。时任首相马哈迪·莫哈末表示，政府将尽速设立废料处理中心，以免类似事件再次发生。此事件引起联邦政府高度关注，并导致当地鱼虾市场受到严重打击，消费者纷纷避开海产品。

## 旅遊

### 熱門景點
邦咯島除了有水清沙幼的海灘以外，當地廉價的五星級住宿亦是吸引遊人的一個重要因素。位於島西北岸的直落尼巴（Teluk Nipah）和珊瑚灣渡假村（Coral Bay）都是來自歐洲的背包客熱愛前往的地方。
自從2004年平安夜發生的海嘯，使印尼、泰國及馬來西亞西岸的遊客大幅減少。

### 鄰近景點
- 私人島嶼翡翠帝王島(Pangkor Laut Island)：鄰近邦咯島，一般旅遊業者譯為綠中海，建有一座渡假村，為福建金門移民所創立，以供遊客享受。

## 交通

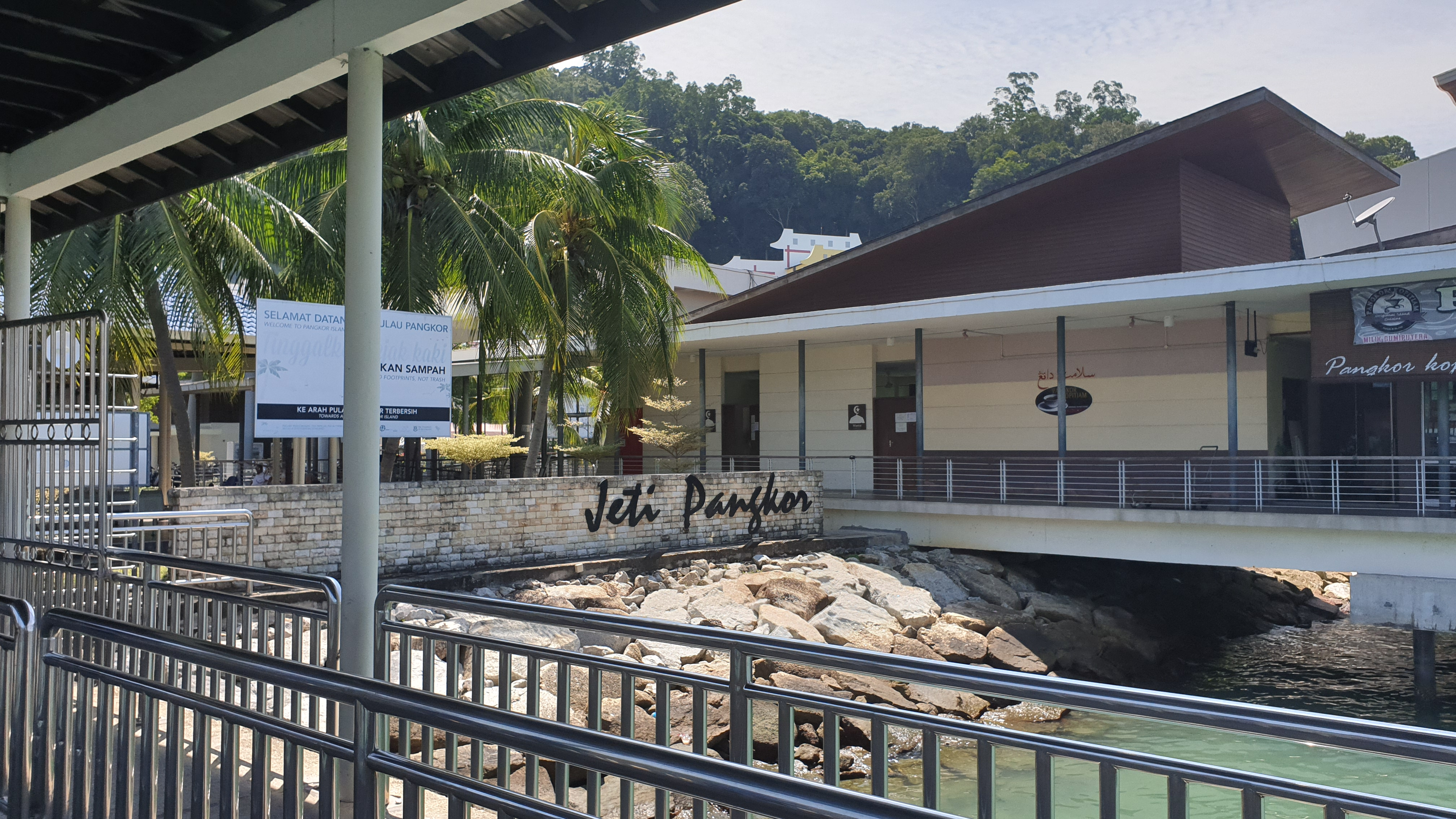
碼頭

### 航空
- 邦咯機場:為島上唯一的機場。馬來西亞成功集團航空提供吉隆坡飛往刁曼島的航班。

### 港口
- 邦咯島碼頭：可前往红土坎碼頭及翡翠帝王島。
- 一般來說，大多數前往邦咯島的旅客都會乘坐各種交通工具來到红土坎(Lumut)的码头，然後再坐20~30分鐘的渡輪。紅土坎距離霹靂州首府怡保(Ipoh)只有80餘公里。

## 冷知識
根據梁望峰在他的第一部小說《校方線人》所透露，邦咯島亦是他的家鄉。

邦咯島上海滩